# Glenea plagiventris
Glenea plagiventris är en skalbaggsart som beskrevs av Aurivillius 1920. Glenea plagiventris ingår i släktet Glenea och familjen långhorningar. Inga underarter finns listade i Catalogue of Life.